# المسيحية في نيوزيلندا

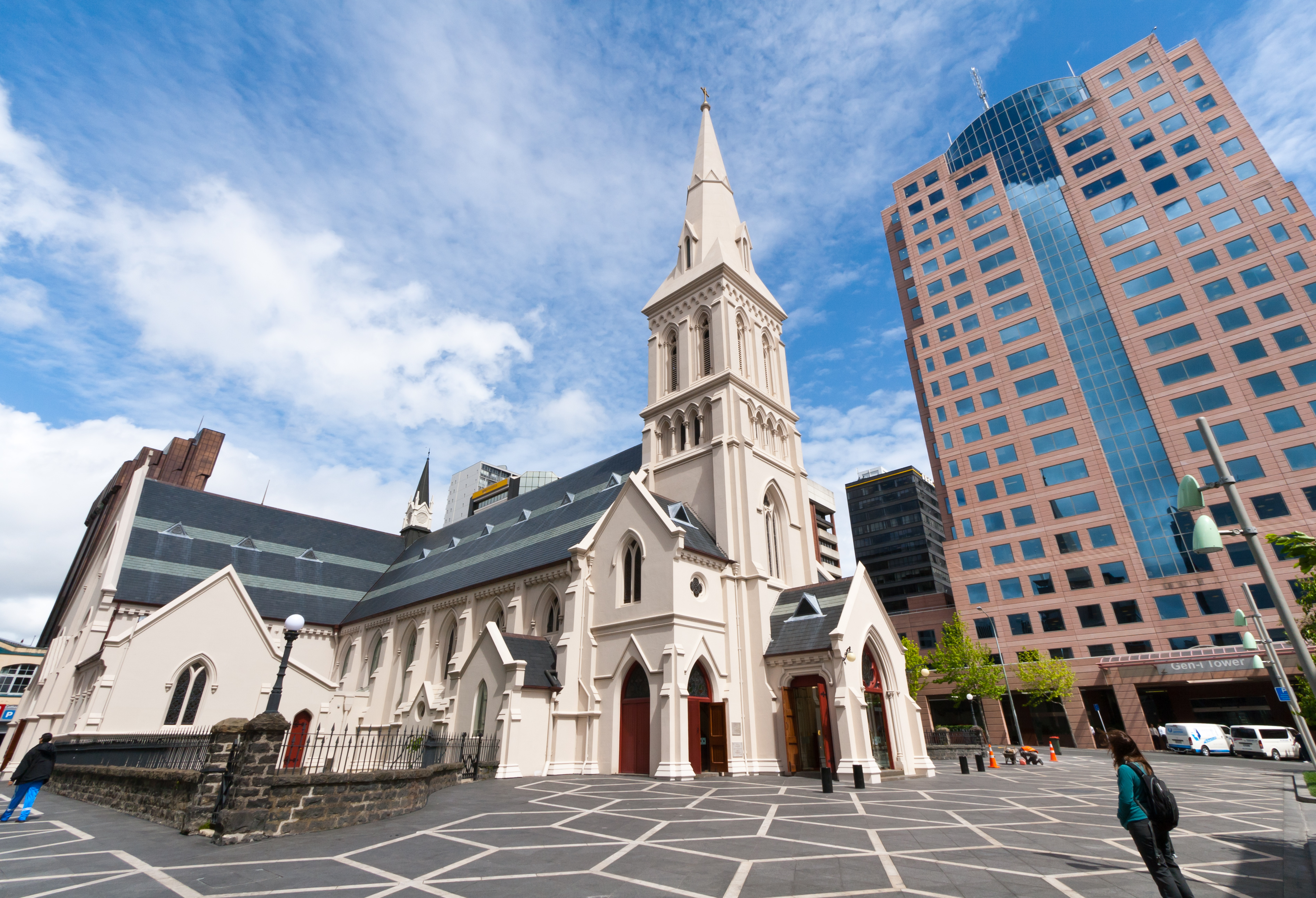
كاتدرائية القديس باتريك في مدينة أوكلاند.

تُشكل المسيحية في نيوزيلندا أكثر الديانات إنتشاراً بين السكان، وفقًا لتعداد عام 2013، المسيحية هي أكبر ديانة في نيوزيلندا ويتبعها حوالي 48% من السكان. الطوائف المسيحية الرئيسية هي الانجليكانية والكاثوليكية الرومانية والمشيخية والميثودية. هناك أيضاً أعداد من المنتمين إلى الخمسينية والكنيسة المعمدانية والكنيسة المورمونية. هناك أيضاً تمثيل لكنيسة راتانا النيوزيلندية المقر والتي تمتلك أتباعاً بين الماوري. المنظمات المسيحية هي المزود الرئيسي غير الحكومي للخدمات الاجتماعية في نيوزيلندا. وتُحظى نيوزيلندا بمعدل منخفض مقارنًة بدول العالم الغربي من حيث حضور القداس والتَدّيُن. وفقًا لدراسة قامت بها مركز بيو للأبحاث عام 2016 تحت اسم الدين والتعليم حول العالم يُعتبر مسيحيي نيوزيلندا واحدة من المجتمعات المسيحيَّة الأكثر تعليمًا حيث أن حوالي 41% من المسيحيين في نيوزيلندا حاصلين على تعليم عال ومن حملة الشهادات الجامعيَّة.
بدأ المبشرون المسيحيون بالاستقرار في نيوزيلندا منذ أوائل القرن التاسع عشر، وفي نهاية المطاف تحول معظم السكان الماوري على الرغم من أن نجاحاتهم الأولية كانت أساساً بين العناصر الساخطة في المجتمع، حيث أدت الجهود اللاحقة للمبشرين مثل صموئيل مارسدن إلى تحول معظم الماوريين إلى المسيحية. وتعزز الوجود الديموغرافي والثقافي المسيحي في البلاد مع استيطان المهاجرين البريطانيين والإيرلنديين، وقدمت غالبية موجات المهاجرين الأوروبيين في القرن التاسع عشر من الجزر البريطانية، وأسسوا الطوائف المسيحية البريطانية الثلاث المهيمنة في نيوزيلندا - الأنجليكانية والكاثوليكية والمشيخية. ومال المهاجرين الاسكتلنديين للاستقرار في أوتاغو وساوثلاند حيث لا تزال الكنيسة المشيخية سائدة في هذه المناطق بينما سادت الأنجليكانية في أماكن أخرى؛ ولا يزال تأثير ذلك يُرى في إحصاءات الانتماء الديني حتى يومنا هذا.

## تاريخ

### المستكشفون الأوروبيون

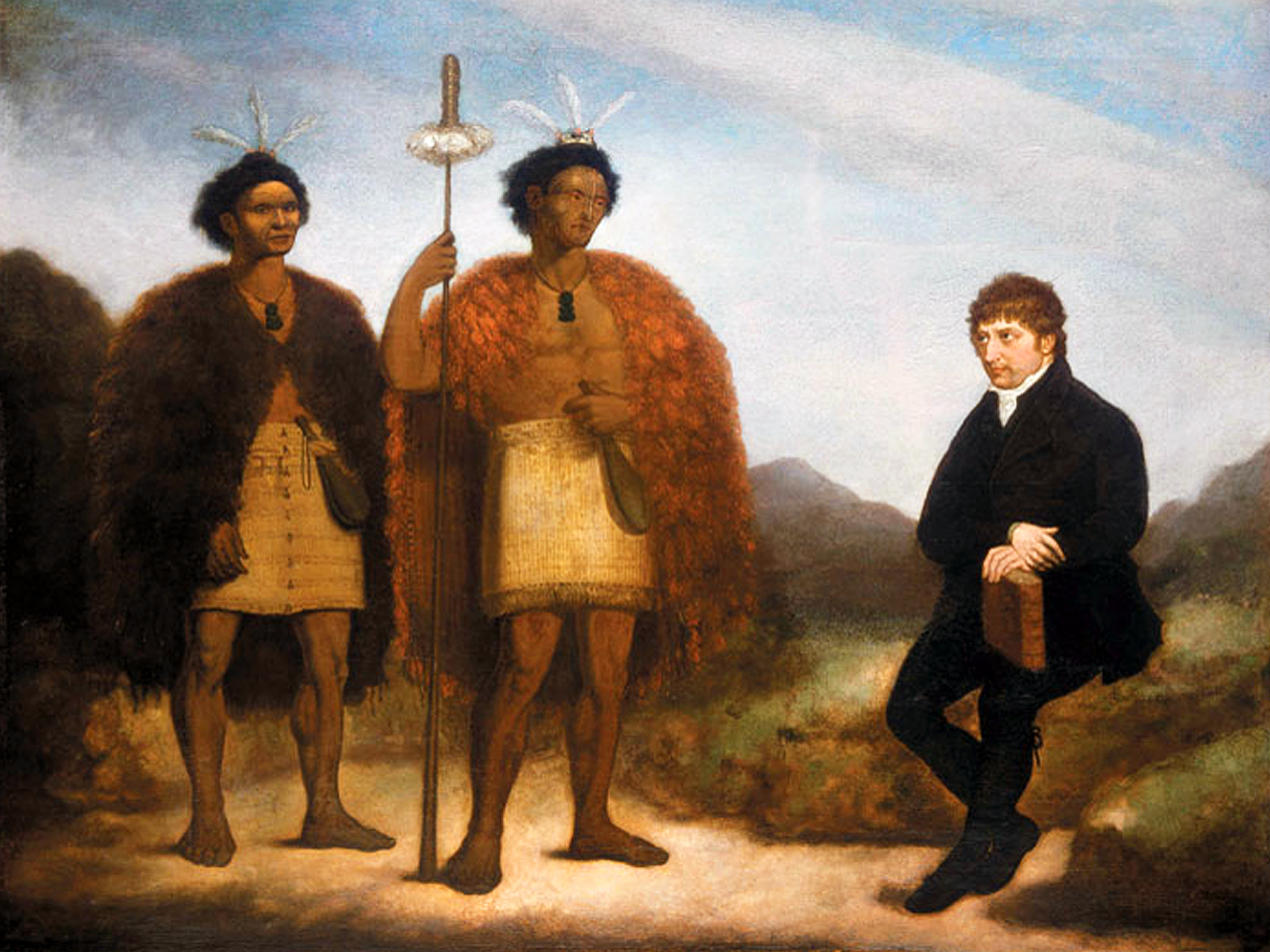
لوحة تعود لعام 1820 تصوّر زعيم قبيلة نغابوهي والزعيم هونغي هيكا والمبشر توماس كيندال.

قد يكون أول قداس مسيحي أُجري في المياه النيوزيلنديَّة عندما احتفل الكاهن بول أنطوان ليونارد دو فيلافيكس وهو راهب دومينيكاني، والملاح الفرنسي جان فرانسوا ماري دي سورفيل بالقداس في خليج دابلتس، بالقرب من واتوهيوهي، في يوم عيد الميلاد في عام 1769. شهد الاستطيان الأوروبي (أو «الباكيها» كما كان يُطلِق على المستوطنين باللغة الماورية) لنيوزيلندا تزايداً إبَّان العقود الأولى من القرن التاسع عشر بعد إنشاء عدد من محطات التبادل التجاري ولا سيما على الجزيرة الشمالية. يعود الفضل السبق في نشر تعاليم المسيحية بنيوزيلندا إلى صموئيل مارسدن الذي سافر إلى منطقة خليج الجزر الواقعة على الساحل الشرقي لأقصى شماليّ الجزيرة الشمالية، وأنشأ هنالك مركزاً للتبشير نيابةً عن جمعية تبشير الكنيسة التابعة لكنيسة إنجلترا. وأرسلت الكنيسة التبشيرية المبشرين من أجل الدعوة للمسيحيَّة في نيوزيلندا. منذ عقد 1780، واجه الماوري بشكل متزايد صائدي الفقمة الأوروبيين والأمريكيين وصائدي الحيتان والمبشرين المسيحيين. كانت العلاقات سلمية في الغالب، على الرغم من أنها شابتها عدة حوادث عنيفة أخرى، كان أسوأها مذبحة بويد والهجمات الانتقامية اللاحقة.
ابتداءا من عشرينيات القرن التاسع عشر، عمل عدد كبير من المبشرين في جزر بولنيزيا، حيث تحول على يدهم العديد من المجموعات السكانية المحلية إلى المسيحية. يجادل الباحث إيان بريوارد بأن بولينيزيا هي الآن «واحدة من أقوى المناطق المسيحية في العالم.... لقد تم دمج المسيحية بسرعة وبنجاح في الثقافة البولينيزية. ومع انتشار المسيحية اختفت الحرب والعبودية في المنطقة». وبحسب دراسة نشرت في عام 2018 حول انتشار المسيحية في أوقيانوسيا وعبر جزر المحيط الهادئ، تزامن انتشارها في جميع أنحاء المحيط الهادئ مع إقامة طرق التجارة والاستعمار الأوروبي للمنطقة، والذي وفقاً للبروفيسور كوينتين اتكينسون من جامعة أوكلاند من الصعب فصله. ولكنه يضيف «أعتقد أنه عندما تنظر إلى عدد كبير من المجموعات، كل ذلك بظروف مختلفة قليلاً، يمكنك أن تستوعب بعض الاختلافات في الإستراتيجية الاستعمارية وأن تنظر فقط إلى الاختلافات في أوقات التحويل»، وبحسب الدراسة فإن تلك الثقافات والمجتمعات في أوقيانوسيا والتي كان لديها هيكل سياسي قوي مع قائد واضح كانت أكثر احتمالاً للتحول إلى المسيحية بسرعة أكبر.
كان المبشر صموئيل مارسدن من جمعية تشابلين في نيو ساوث ويلز قد عقد في أول قداس في يوم عيد الميلاد في عام 1814، في خليج أويهي. وأسست الكنيسة التبشيرية مهمتها الأولى في رانجيهوا في خليج الجزر في عام 1814 وعلى مدى العقد المقبل أنشأت المزارع والمدارس في المنطقة. في يونيو 1823 تأسست أول بعثة ميثودية في نيوزيلندا، بالقرب من ميناء وانغاروا. وصل جان بابتيست بومبالير في عام 1838 وأصبح أول أسقف كاثوليكي في نيوزيلندا. وإلى جانب عدد من الرهبان من رهبانية إخوة ماريست، نظَّم جان بابتيست بومبالير الكنيسة الكاثوليكية في جميع أنحاء البلاد. في عام 1892 تم إرسال جمعية التبشير الكنيسة النيوزيلندية والتي تشكلت في قاعة الكنيسة نيلسون.

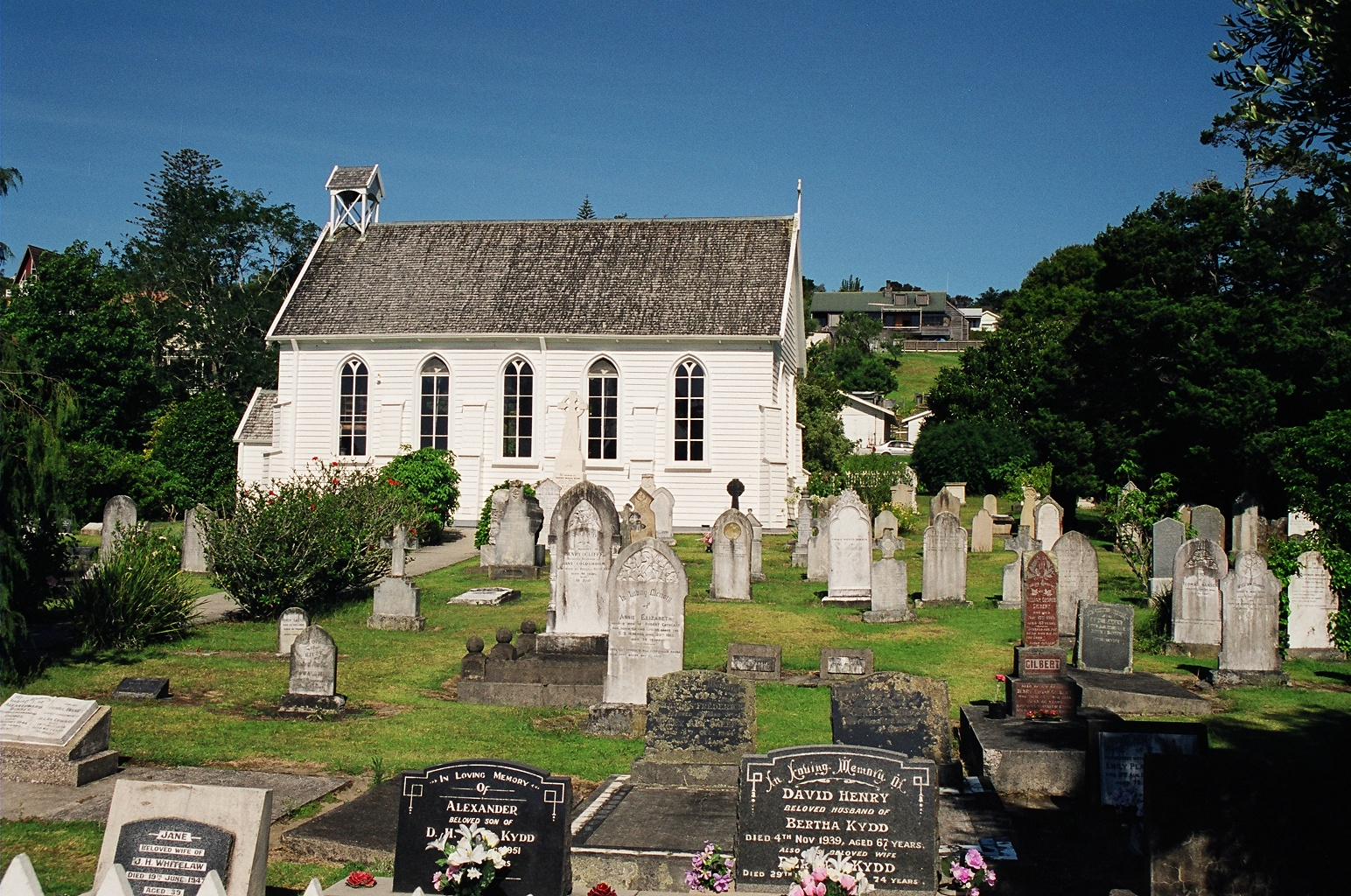
كنيسة المسيح في روسل، والتي بُنيت في عام 1835، هي واحدة من أقدم الكنائس في نيوزيلندا.

بلغ عدد المحطات التبشرية بحلول عام 1840 نحو عشرين محطة وبعثة تبشيرية مسيحية. وتعلَّم الماوري وهم السكان الأصليين بفعل احتكاكهم مع المبشرين المسيحيين حول تعاليم ومبادئ الدين المسيحي، وتعلَّموا منهم كيفية القراءة والكتابة وما استخدموه من تقنيات في الزراعة والتجارة وغيرها من مجالات الحياة الأخرى. تعاون اللغوي الإنجليزي صموئيل لي مع زعيم الماوري هونغي هيكا بدءاً من عام 1820 للعمل على تسجيل ونقل اللغة الماورية لتصبح في شكل مكتوب. كما ساعد صموئيل لي في وضع أول قاموس للغة الماورية حيث بنى على العمل الذي بذله المبشر توماس كيندل من جمعية تبشير الكنيسة وكل من زعيم الماوري هونغي هيكا والزعيم تيتور الذي قاد قبيلة نغابوهي. اختلف تأثير الاحتكاك مع الماوري؛ ففي بعض المناطق لم تتغير الحياة شيئاً يذكر، ولكن ساعدت الأدوات المعدنية التي استقدمها الأوروبيون مثل سنارات صيد السمك والفؤوس وأصبح يمكن الحصول عليها عبر التجارة بين قبائل نيوزيلندا. أمَّا القبائل التي احتكت بالأوروبيين احتكاكاً كبيراً ومباشراً مثل قبيلة نغابوهي وقبيلة نورثلاند فقد شهدت تحولات كبرى.
كانت أعداد معتنقي المسيحية بين السكان الأصليين في بادئ الأمر قليلة، ولكن بدأ الماوري يدخلون في المسيحية بدءاً من ثلاثينيات القرن التاسع عشر فازداد اعتناق المسيحية بينهم. دخلت قبيلة «إيوي» في المسيحية نتيجة تأثير المبشرين في تعليمهم المعارف الجديدة من قراءة وكتابة وغير ذلك، بالإضافة إلى الجهود التي بذلوها في إحلال السلام والمصالحة بين العديد من الفصائل القبلية المتحاربة. كان الماوري إجمالاً يدخلون المسيحية طواعيةً بإرادتهم (عكس ما كان عليه الأمر في مناطق أخرى من العالم حينذاك). وفي أوائل القرن التاسع عشر اعتنق العديد من الماوريين المسيحية ومفاهيمها، والتحق عدد كبير من المتحولين بكنيسة إنجلترا والكنيسة الرومانية الكاثوليكية، وكلاهما لا يزال له تأثير كبير في مجتمع الماوري. ولطالما كان الجانب الماوري في كنيسة إنجلترا في نيوزيلندا مُعترفًا به من قبل الكهنة الماوريين وأسقف أوتروا. في عام 1835، صُدرت أول طبعة ناجحة للبلاد والتي كانت عبارة عن كتابين من الكتاب المقدس أنتجهما ويليام كولينسو، وطبعت من قبل جمعية التبشير الكنسية، وترجمهما القس ويليام ويليامز إلى اللغة الماورية.
كانت الكنيسة الكاثوليكية في نيوزيلندا منشغلة بشكل متزايد بتلبية احتياجات مجتمع المستوطنين الأوربيين. كان العديد من المستوطنين الكاثوليك قادمين جزيرة أيرلندا، في كان بعضهم الآخر من إنجلترا واسكتلندا. في القرن التاسع عشر، كان البعض من عائلات النبلاء العصاة الكاثوليك الإنجليز، بما في ذلك السير تشارلز كليفورد، البارون الأول (أول رئيس لمجلس النواب النيوزيلندي)، وفريدريك ويلد (رئيس الوزراء السادس لنيوزيلندا) وابن عمهم ويليام فافاسور.

### الحقبة الاستعمارية

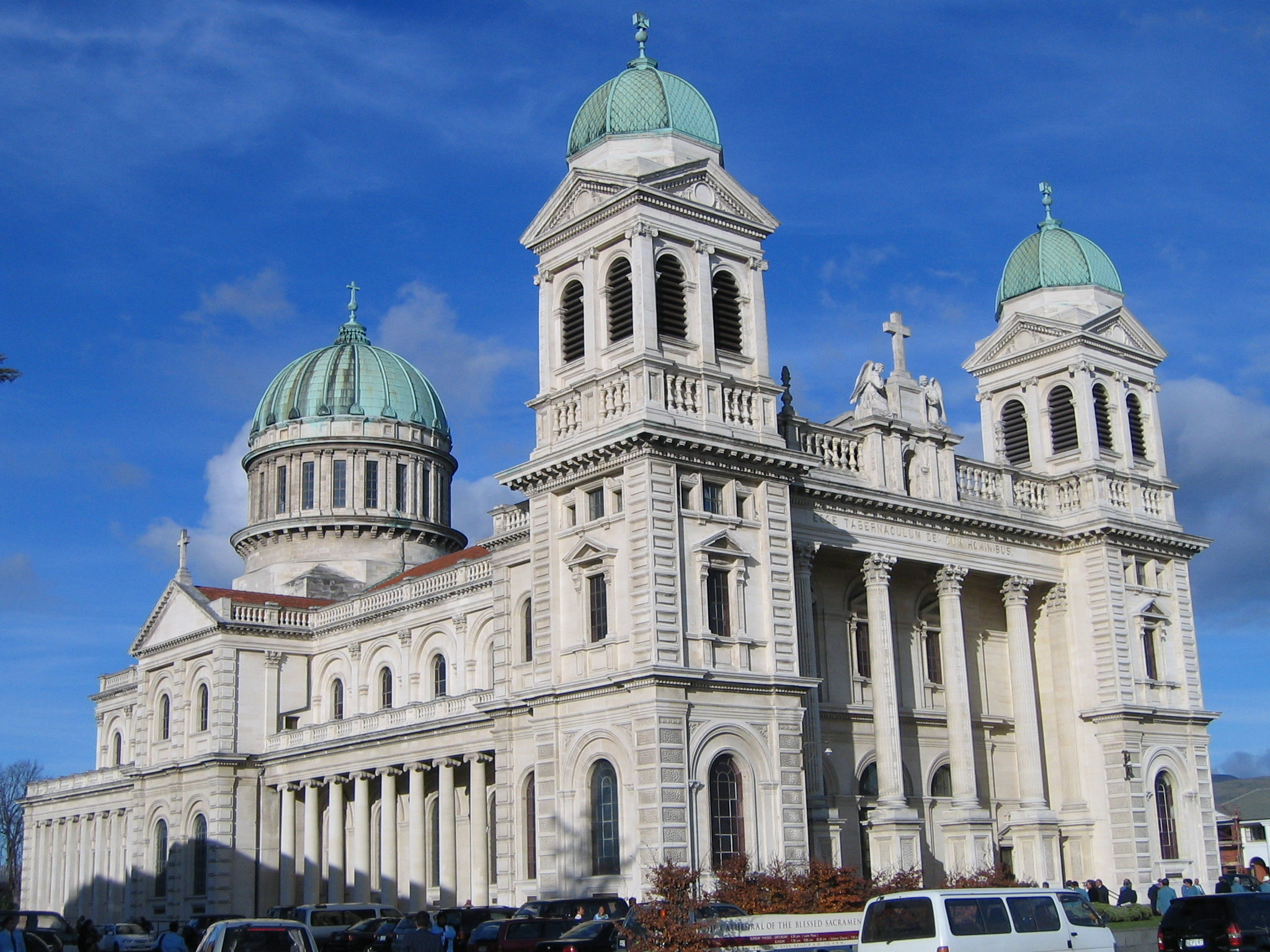
بازيليكا القديس فرنسيس في مدينة كرايستشرش.

تاريخيًا بعد وصول أعداد كبيرة من المهاجرين الأوروبيين (معظمهم من البريطانيين)، أضحت الثقافة البروتستانتية الثقافة السائدة في البلاد وتركت تأثير وبصمة على نمط الحياة، والسياسية، والاقتصاد والفكر في البلاد. أشارت بيانات التعداد النيوزيلندي في مطلع القرن العشرين إلى أن الغالبية العظمى من النيوزيلنديين تبعوا الديانة المسيحية. أدخل المهاجرين الإسكتلنديين البروتستانتية على مذهب المشيخية، حيث لا تزال الكنيسة المشيخية المذهب المسيحي السائد في الجزيرة الجنوبية. في حين أدخل المستوطنين الإنجليز البروتستانتية على مذهب الإنجليكانية، ولا تزال هي المذهب السائد في الجزيرة الشمالية. كما أدخل لاحقًا المهاجرون الإيطاليون والإيرلنديون الكاثوليكية، وأصبح للكنيسة الكاثوليكية حضور خاص في جميع أنحاء البلاد في أوائل القرن العشرين لموقفها القوي حول التعليم وإنشاء أعداد كبيرة من المدارس الكاثوليكية.
خلال الحقبة الاستعماريَّة شهدت بروز الكنائس الكاثوليكية في مدن وبلدات وريف نيوزيلندا على الأهمية التاريخية للكاثوليكية في نيوزيلندا. تم تقسيم أبرشية ويلينغتون إلى ثلاث أبرشيات، مع دنيدن (1869) ولاحقًا كرايستشيرش (1887) والني تم تأسيسها لخدمة الرعايا الكاثوليكية في الجزيرة الجنوبية. في عام 1887، أصبحت نيوزيلندا مقاطعة كنسية كاثوليكية منفصلة وتم إنشاء التسلسل الهرمي. في عام 1900 افتتحت كلية هولي كروس موسجيل، وهي مدرسة وطنية لتدريب الكهنة. في عام 1907، عندما تم إنشاء دولة نيوزيلندا، كان هناك 126,995 كاثوليكيًا من إجمالي تعداد المستوطنين الأوروبيين البالغ 888.578 نسمة.
تاريخيًا لم يكن لدى نيوزيلندا كنيسة رسميَّة، ومع ذلك فرض القانون على أن يكون رئيس الدولة أو العاهل النيوزيلندي أن يكون مسيحي بروتستانتي وأن يدعم الخلافة البروتستانتيَّة بموجب قانون إعلان الانضمام لعام 1910. ويطلب القسم الثالث من قانون التسوية 1700 أنَّ الملك أو الملكة النيوزيلندية يجب أن يكون أنجليكانيًّا. وتحمل ملكة نيوزيلندا إليزابيث الثانية لقب «المدافعة عن الإيمان». في المناقشات التي أدت إلى معاهدة وايتانغي أدى حاكم هوبسون أدلى ببيان بالنسبة لحرية الدين (تسمى أحيانًا بالمادة «الرابعة»).

### العصور الحديثة

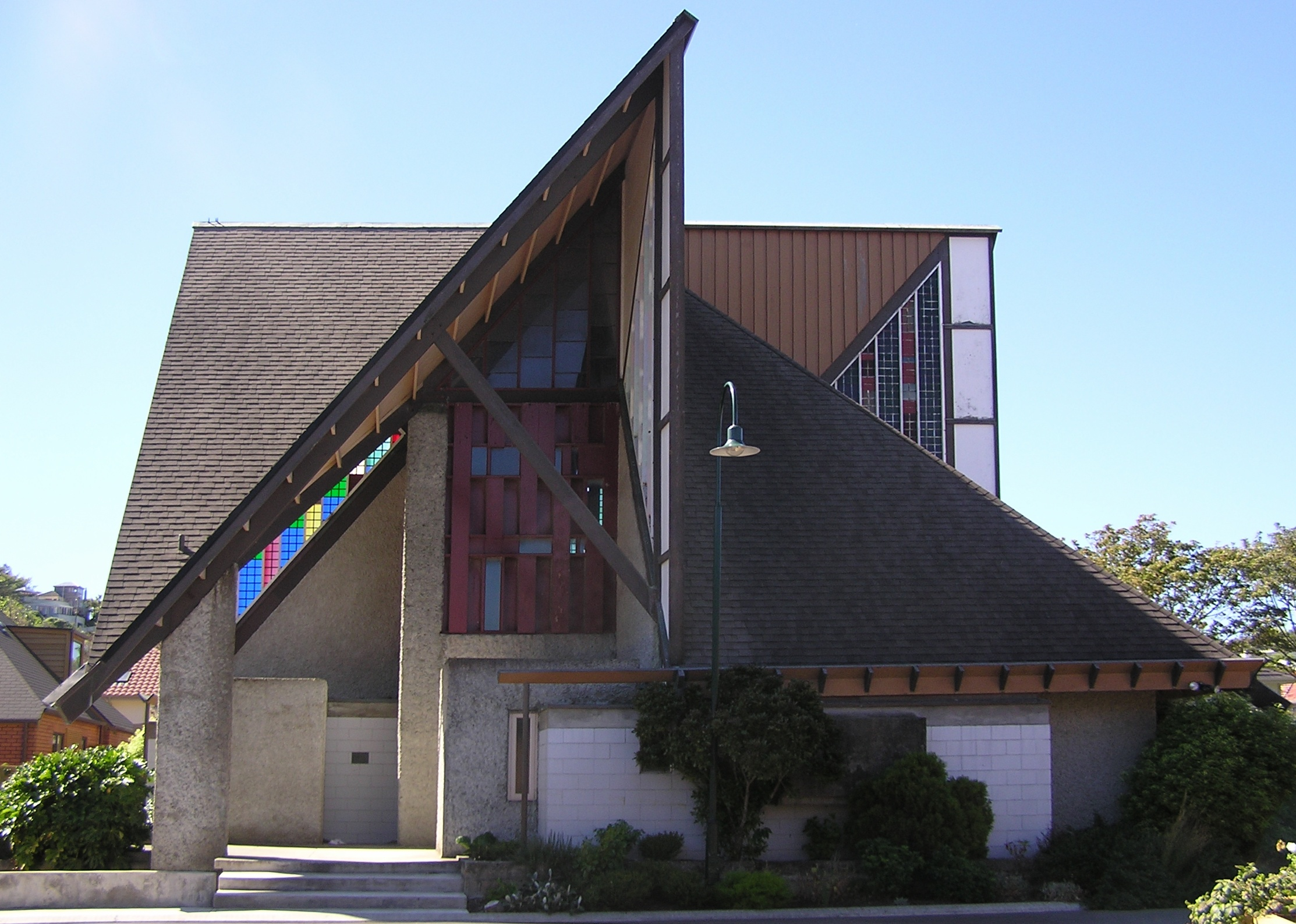
مصلى فوتونا في ويلينغتون.

في عام 1907 أعلنت نيوزيلندا نفسها دومينيون داخل الإمبراطورية البريطانية. في عام 1947 اعتمدت البلاد النظام الأساسي لوستمنستر، مما جعل من نيوزيلندا عضواً في عالم الكومنولث، على الرغم من أن بريطانيا عملياً لم تعد تلعب دوراً هاماً في إدارة نيوزيلندا منذ فترة طويلة. أصبحت البلاد أكثر استقلالية من الناحية السياسية، ومع ذلك، أصبحت أكثر اعتماداً اقتصادياً؛ في تسعينيات القرن التاسع عشر، سمح الشحن المبرد بتصدير اللحوم ومنتجات الألبان إلى بريطانيا، وهي تجارة وفرت الأساس للنمو الاقتصادي القوي في نيوزيلندا. كانت نيوزيلندا عضواً متحمساً في الإمبراطورية البريطانية، حيث شاركت في القتال في حرب البوير والحرب العالمية الأولى والحرب العالمية الثانية ولا سيما في معركة بريطانيا ودعمت بريطانيا في أزمة قناة السويس. كانت البلاد جزءاً من الاقتصاد العالمي وعانت كما عانى آخرون في الكساد العظيم في ثلاثينيات القرن الماضي. أدى الكساد إلى انتخاب الحكومة العمالية الأولى، التي أنشأت دولة الرفاهية الاجتماعية الشاملة ووظفت مفهوم الحمائية في الاقتصاد.
تُشير بيانات تعداد نيوزيلندا في أوائل القرن العشرين إلى أن الغالبية العظمى من النيوزيلنديين ينتمون إلى المسيحية: وفقًا لتعداد السكاني عام 1921 انقسم السكان غير الماوريين (من ذوي الأصول الأوروبيَّة) بين 45% أنجليكان، وحوالي 19.9% مشيخيين، وحوالي 13.6% كاثوليك، وحوالي 9.5% ميثوديين وحوالي 11.2% من أتباع المعتقدات الأخرى. الإحصائيات عن الماوري المتاحة تعود فقط لعام 1936، وتُشير إلى التوزيع الديني بينهم: 35.8% أنجليكان، وحوالي 19.9% راتانا، وحوالي 13.9% كاثوليك، وحوالي 7.2% ميثوديين، وحوالي 6.5% أتباع كنيسة يسوع المسيح لقديسي الأيام الأخيرة وحوالي 8.3% من أتباع معتقدات أخرى. بين تعداد 2006-2001 ازداد عدد السكان بنسبة 7.8%، الاتجاه الأبرز في الدين خلال تلك الفترة هو زيادة بنسبة 26.2% في عدد الناس ممن لا يتبعون أي ديانة.
حتى عام 1970 لم تسبب وصول مجموعات أخرى من المهاجرين شيئاً يذكر لتغيير الوضع الديني في البلاد، حيث كان غالبيَّة المهاجرين إلى جزر المحيط الهادئ من الجماعات العرقيَّة المسيحية القادمة من أوروبا في المقام الأول. لكن منذ السنوات 1990 وما بعد ازداد موجات الهجرات من دول ذات تقاليد غير مسيحية، وبسبب الهجرة ازدادت أعداد المسلمين والهندوس والسيخ. تُعَّد اليوم المنظمات المسيحية الخيريَّة الرائدة في البلاد وتتصدر مقدمة مجال الخدمات الاجتماعية والطبيَّة غير الحكومية في نيوزيلندا.

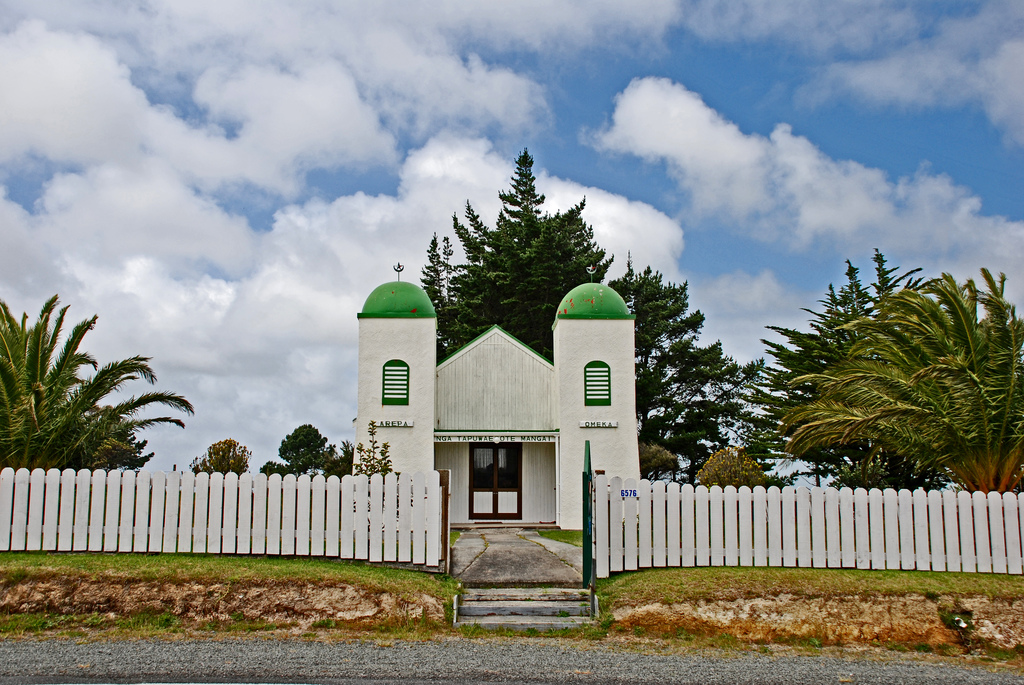
معبد راتانا في مستوطنة راتانا.

أثرت المواقف الاجتماعية المتغيرة في عقد 1950 وعقد 1960 والتغييرات الشاملة التي بدأها المجمع الفاتيكاني الثاني على الكنيسة الكاثوليكية في نيوزيلندا - بما في ذلك في مجالات الطقوس الدينية والعمارة الكنسية. من عام 1970 أصبحت الطقوس الكاثوليكية في نيوزيلندا تُقام إما باللغة الإنجليزية أو الماورية. تم بناء مصلى فوتونا كمركز للطائفة المريمية في عام 1961؛ ودمج التصميم الذي صممه المهندس المعماري الماوري جون سكوت مبادئ التصميم الحداثية والأصلية وتميز بانحرافًا عن الهندسة المعمارية للكنيسة التقليدية. وأصبح البابا يوحنا بولس الثاني أول بابا كاثوليكي يزور نيوزيلندا في نوفمبر عام 1986، وقد تم استقباله رسميًا وترأس الاحتفالات التي حضرها الآلاف، ودعا فيها إلى احترام الثقافات في نيوزيلندا. في عام 2001 أرسل البابا يوحنا بولس الثاني اعتذارًا عن المظالم التي أُرتكبت بحق شعوب الأصلية في أستراليا ونيوزيلندا وجزر المحيط الهادئ، وطلب الصفح عن أعضاء الكنيسة «الذين كانوا أو لا يزالون طرفًا في مثل هذه الأخطاء».
في عام 2007، أصدرت الحكومة بيانًا وطنيًا بشأن التنوع الديني والذي تضمن في فقرته الأولى أنه «ليس لدى نيوزيلندا أي دين رسمي أو دين راسخ». وأثار البيان جدلًا في بعض الدوائر، حيث قال المعارضون أنَّ رئيس الدولة النيوزيلندية الملكة اليزابيث الثانية هي الحاكم الأعلى لكنيسة إنجلترا. ومع ذلك، فإن الملكة لا تتصرف بصفتها ملكة نيوزيلندا؛ على الرغم من أنها تحتفظ بلقب المدافع عن الإيمان ضمن ألقابها الرسميَّة. وأظهر استطلاع للرأي شمل 501 نيوزيلندي في يونيو 2007 أن 58% من المستطلعين لا يعتقدون أن المسيحية يجب أن تكون الدين الرسمي في نيوزيلندا. يفتتح برلمان نيوزيلندا مداولاته بالصلاة المسيحية، وفي عام 2007 صوَّت البرلمان على الاحتفاظ بالصلاة المسيحية.

## ديموغرافيا

### التعداد السكاني

تظهر الاتجاهات في الانتماء الديني (أو عدم الانتماء) في نيوزيلندا وفقا لتعدادات 1996-2023 تراجعا تدريجيا للمسيحية. (بالإنجليزية)

وفقًا لتعداد عام 2006، المسيحية هي الديانة السائدة في نيوزيلندا ويتبعها 55.9% من السكان. شهدت هذه النسبة انخفاضًا عن التعداد السابق في عام 2001 حيث كانت النسبة 60.7%. كما كانت نسبة الذين قالوا أنهم بلا دين هي 34.7%، حيث شهدت هذه النسبة ارتفاعًا واضحًا مقارنة بتعداد عام 2001 حيث كانت 29.6%، بينما يتبع حوالي 4% أديانًا أخرى. ووفقاً لتعداد عام 2013، استمرت نسبة المسيحيين في الانخفاض لتصل إلى 47.6%، لتصبح نسبة المسيحيين أقل من 50% من السكان لأول مرة منذ أكثر من قرن. كان الانخفاض الأكبر هو في أعداد الأنجليكان الذين انخفض عددهم بنحو 100 ألف شخص خلال 6 سنوات، وأرجع الأنجليكان ذلك إلى معدل الأعمار بصورة كبيرة، إلا أن بيتر لينهام أستاذ التاريخ بجامعة ماسي ذكر أن البيانات تعني أن الكثير من الأنجليكان قد غيروا دينهم في تلك الفترة، على الأغلب إلى اللادينية. وأصبح الكاثوليك هم الطائفة الأكبر في نيوزيلندا (على الرغم من تناقص أعدادهم من 0.51 مليون في 2006 إلى 0.49 مليون في 2013). على الرغم من ذلك فقد نمت بعض الطوائف الصغيرة مثل الإنجيلية والأدفنتست والخمسينية والأرثوذكسية الشرقية والمسيحيين غير المنتمين لطوائف.
وفقاً لبول موريس من جامعة فيكتوريا المتخصص في الدراسات الدينية، في صحيفة صنداي ستار تايمز إن نيوزيلندا، فإن «المسيحية فقدت موقعها المركزي» في نيوزيلندا، ولم يعد المسيحيون أغلبية واضحة لأول مرة منذ 1901. وتعكس الانخفاضات الحالية اتجاها مستمراً في الانخفاض منذ فترة طويلة وفقاً للاهوتي المسيحي والمدوّن الأكاديمي مايك كردج، الذي ذكر انخفاض التردد على الكنائس في نيوزيلندا تدريجيا منذ 1890. ووفقَا للجمعية الفيزيائية الأمريكية، بحسب المعدلات الحالية من المتوقع أن يفوق عدد غير المنتمين لأي دين عدد المسيحيين في التعداد التالي. ومع ذلك، فإن دقة التعداد كوسيلة لقياس التدين في جميع أنحاء البلاد كانت موضع شك لبعض الوقت. وجدت دراسة استقصائية أجرتها برنامج المسح الاجتماعي الدولي عام 2008، أن 72% من المستطلعين في نيوزيلندا يؤمنون بالله، بالمقارنة مع حوالي 58% الذين وصفوا أنفسهم بأنهم متدينون في تعداد عام 2006. يقترح الأسقف الأنجليكاني من ويلينجتون جوستين دكوورث أن الكثير من الناس يقولون إنهم روحانيين، لكنهم يصبحون أكثر تردداً عند سؤالهم عن الدين المنظم.
| الانتماء المذهبي                        | 2006      | 2006  | 2001      |       |
| الانتماء المذهبي                        | تعداد     | %     | تعداد     | %     |
| --------------------------------------- | --------- | ----- | --------- | ----- |
| مجمل المسيحيون                          | 2,092,968 | 55.91 | 2,107,440 | 60.75 |
| الكنيسة الكاثوليكية                     | 508,437   | 13.58 | 485,637   | 14.00 |
| الأنجليكانية                            | 554,925   | 14.82 | 584,793   | 16.86 |
| المشيخية، الأبرشانيَّة والكالفينية        | 400,839   | 10.71 | 431,139   | 12.43 |
| مسيحيون من دون تحديد طائفة              | 186,234   | 4.97  | 192,165   | 5.54  |
| ميثودية                                 | 121,806   | 3.25  | 120,546   | 3.48  |
| خمسينية                                 | 79,155    | 2.11  | 67,182    | 1.94  |
| الكنيسة المعمدانية                      | 56,913    | 1.52  | 51,423    | 1.48  |
| كنيسة يسوع المسيح لقديسي الأيام الأخيرة | 43,539    | 1.16  | 39,915    | 1.15  |
| كنيسة الإخوة                            | 19,617    | 0.52  | 20,397    | 0.59  |
| شهود يهوه                               | 17,910    | 0.48  | 17,829    | 0.51  |
| الأدفنتست                               | 16,191    | 0.43  | 14,868    | 0.43  |
| إنجيلية، متجددين ومسيحية أصولية         | 13,836    | 0.37  | 11,016    | 0.32  |
| أرثوذكسية شرقية                         | 13,194    | 0.35  | 9,576     | 0.28  |
| جيش الخلاص                              | 11,493    | 0.31  | 12,618    | 0.36  |
| بروتستانت (من دون تحديد المذهب)         | 3,954     | 0.11  | 2,787     | 0.08  |
| لوثرية                                  | 4,476     | 0.12  | 4,314     | 0.12  |
| كنيسة المسيح وكنائس المسيح المتحدة      | 2,991     | 0.08  | 3,270     | 0.09  |
| مسيحيون آسيويون                         | 195       | 0.01  | 195       | 0.01  |
| مسيحيون آخرون                           | 3,798     | 0.10  | 3,558     | 0.10  |
| مجمل الماوريون المسيحيون                | 52,947    | 1.36  | 65,550    | 1.75  |
| مجمل السكان                             | 4,242,048 |       | 4,027,947 |       |

### التوزيع الطائفي

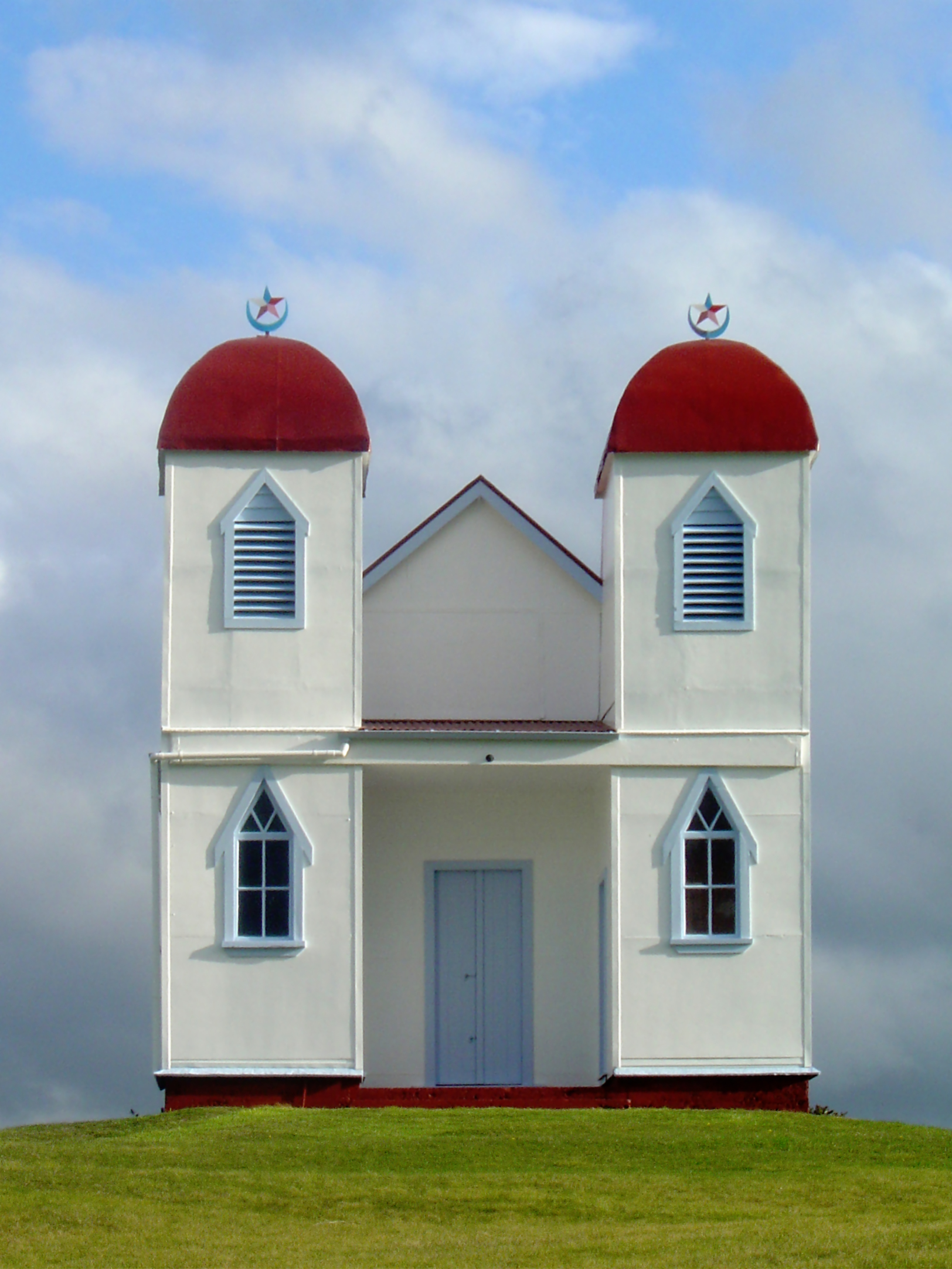
كنيسة راتانا.

الطوائف المسيحية الرئيسية في نيوزيلندا هي الأنجليكانية (14.8%)، والكنيسة الرومانية الكاثوليكية (13.5%)، والمشيخية (10.7%)، والميثودية (3.2%). هناك أيضًا أعداد من المنتمين إلى الخمسينية والكنيسة المعمدانية والكنيسة المورمونية ويشكلون بالمجمل (5%). هناك أيضًا تمثيل لكنيسة راتانا النيوزيلندية والتي تنتشر بشكل خاص بين عرقيَّة الماوري، وبالرغم من الانخفاض لبعض الطوائف المسيحية فإن طوائف مسيحية أخرى في نمو مثل المسيحية الأرثوذكسية التي ازدادت بنسبة 37.8%، والإنجيلية التي ازدادت بنسبة 25.6%، والخمسينية والتي زادت بنسبة 17.8%. وعلى الرغم من الانتماء المسيحي القوي من قبل النيوزيلنديين تاريخيًا، فإن التردد على الكنائس في نيوزيلندا لم يكن أبدًا مرتفعًا بالمقارنة مع الدول الغربية الأخرى. وتتراوح تقديرات التردد على الكنائس اليوم بين 10-20%، في حين أشارت الأبحاث التي أجرتها جمعية الكتاب المقدس في نيوزيلندا في عام 2008 إلى أن 15% من النيوزيلنديين يحضرون الكنيسة مرة واحدة على الأقل في الأسبوع، وحوالي 20% يحضرون مرة واحدة على الأقل في الشهر.
بعد وصول أعداد كبيرة من المهاجرين الأوروبيين (معظمهم من البريطانيين) تبنى الماوري المسيحية بحماس وذلك في أوائل القرن التاسع عشر، وحتى يومنا هذا تعد الصلاة المسيحية (بالماوريَّة: karakia) هي الطريقة المتوقعة لبدء وإنهاء التجمعات في مجتمعات الماوري العامة بمختلف أنواعها. وأصبحت المسيحية الديانة الرئيسية في البلاد، مع حضور بارز لكل من الكنائس الإنجليكانية، والكاثوليكية، والمشيخية. حتى عام 1970 لم تسبب وصول مجموعات أخرى من المهاجرين شيئاً يذكر لتغيير الوضع الديني في البلاد، حيث كان غالبيَّة المهاجرين إلى جزر المحيط الهادئ من الجماعات العرقيَّة المسيحية القادمة من أوروبا في المقام الأول. لكن منذ السنوات 1990 وما بعد ازداد موجات الهجرات من دول ذات تقاليد غير مسيحية، وبسبب الهجرة ازدادت أعداد المسلمين والهندوس والسيخ. تُعَّد اليوم المنظمات المسيحية الخيريَّة الرائدة في البلاد وتتصدر مقدمة مجال الخدمات الاجتماعية والطبيَّة غير الحكومية في نيوزيلندا.

### التوزيع العرقي
القائمة التالية تستعرض معطيات التعداد السكاني عام 2013:
| الطائفة                 | نيوزيلنديون من أصل أوروبي | ماوري | أصول تعود لجزر المحيط الهادئ | نيوزيلنديون من أصل آسيوي | نيوزيلنديون من أصل شرق أوسطي\أمريكي لاتيني\أفريقي |
| ----------------------- | ------------------------- | ----- | ---------------------------- | ------------------------ | ------------------------------------------------- |
| مسيحيون                 | 47%                       | 46%   | 73.7%                        | 28.5%                    | 47.3%                                             |
| أنجليكان                | 9.5%                      | 10.2% | 2.4%                         | 1.6%                     | 2.5%                                              |
| معمدانيون               | 1.0%                      | 0.5%  | 0.7%                         | 1.3%                     | 1.1%                                              |
| كاثوليك                 | 8.1%                      | 10.6% | 17.5%                        | 12.9%                    | 22.1%                                             |
| مسيحيون دون تحديد طائفة | 5.2%                      | 5.4%  | 9.2%                         | 4.0%                     | 5.5%                                              |
| مورمون                  | 0.2%                      | 3.1%  | 6.4%                         | 0.3%                     | 0.4%                                              |
| ميثوديون                | 1.3%                      | 1.8%  | 11.3%                        | 1.1%                     | 1.2%                                              |
| خمسينيون                | 1.0%                      | 1.6%  | 5.8%                         | 1.5%                     | 3.9%                                              |
| مشيخيون                 | 6.1%                      | 2.9%  | 15.1%                        | 3.6%                     | 1.8%                                              |
| مسيحيون آخرون           | 1.7%                      | 1.9%  | 5.1%                         | 2.1%                     | 8.9%                                              |
| ماوريون مسيحيون         | 0.2%                      | 8.4%  | 0.9%                         | 0.1%                     | 0.1%                                              |

### التوزيع الجغرافي
يتفاوت عدد المسيحيين في نيوزيلندا حسب المناطق المختلفة من البلاد، فقد تراوح نسبة المسيحيين من 43.7% في كاوراو إلى 63.4% في أشبورتون. بشكل عام، فإنه بالإتجاه نحو المناطق الريفية، ولا سيَّما في الجزء الجنوبي الأدنى من الجزيرة الجنوبية، تكون نسب المسيحيين أعلى نوعا ما، في حين أنه في المناطق الحضريَّة والمدن الستة عشر الكبرى في نيوزيلندا تقل النسبة، ويشكل المسيحيين في أوكلاند كبرى المدن النيوزيلنديَّة حوالي 48.5%. أمّا في العاصمة ويلينغتون فيشكل المسيحيين حوالي 40% من السكان. يذكر أنه متوسط نسبة المسيحيين في المدن الستة عشر هو 50.2%.

#### حسب الطائفة
| المنطقة                | الأنجليكان | الأنجليكان | الكاثوليك | الكاثوليك | المشيخيون | المشيخيون |
| المنطقة                | تعداد      | %          | تعداد     | %         | تعداد     | %         |
| ---------------------- | ---------- | ---------- | --------- | --------- | --------- | --------- |
| مقاطعة نورثلاند        | 19,836     | 14.7       | 3,743     | 10.2      | 7,293     | 5.4       |
| إقليم أوكلاند          | 117,843    | 9.1        | 172,110   | 13.3      | 95,889    | 7.4       |
| إقليم وايكاتو          | 45,687     | 12.3       | 41,148    | 11.1      | 27,885    | 7.5       |
| خليج بلينتي            | 31,674     | 13.0       | 26,817    | 11.0      | 19,938    | 8.2       |
| إقليم جيسبورن          | 7,998      | 20.5       | 3,195     | 8.2       | 2,523     | 6.5       |
| منطقة خليج هوك         | 22,800     | 16.5       | 15,729    | 11.4      | 12,879    | 9.3       |
| إقليم تاراناكي         | 13,584     | 13.5       | 15,654    | 15.5      | 7,815     | 7.7       |
| ماناواتو - وانجانوي    | 29,190     | 14.2       | 25,719    | 12.5      | 16,269    | 7.9       |
| إقليم ويلينغتون        | 51,819     | 11.9       | 64,497    | 14.8      | 30,222    | 6.9       |
| مقاطعة تاسمان          | 6,147      | 13.9       | 3,261     | 7.4       | 2,622     | 5.9       |
| نيلسون                 | 5,763      | 13.3       | 3,885     | 9.0       | 2,484     | 5.7       |
| إقليم مارلبورو         | 7,182      | 17.8       | 4,536     | 11.2      | 3,561     | 8.8       |
| إقليم الساحل الغربي    | 4,101      | 14.0       | 4,929     | 16.8      | 1,941     | 6.6       |
| إقليم كانتربيري        | 74,277     | 14.8       | 63,858    | 12.7      | 48,378    | 9.6       |
| أوتاغو                 | 15,741     | 8.4        | 21,492    | 11.5      | 31,998    | 17.1      |
| إقليم الجزيرة الجنوبية | 6,015      | 6.9        | 11,421    | 13.1      | 18,804    | 21.6      |

أدت اتجاهات الهجرة والاستيطان إلى اختلافات دينية بين مختلف مناطق نيوزيلندا. لا يزال إرث المهاجرين الإسكتلنديين في القرن التاسع عشر في أوتاغو (تحت رعاية كنيسة اسكتلندا الحرة في عام 1848) والجزيرة الجنوبية ظاهر من خلال هيمنة الكنيسة المشيخية في جنوب الجزيرة الجنوبية. استقر الإنجليز بشكل أساسي في الجزيرة الشمالية والمناطق العليا من الجزيرة الجنوبية، ونتيجة لذلك تهيمن الكنيسة الأنجليكانية في هذه المناطق (خاصةً في كانتربري، حيث رعت كنيسة إنجلترا تسوية عام 1850 من خلال جمعية كانتربري). وأدت اتجاهات الهجرة اللاحقة إلى مجموعات من الممارسات الدينية المتنوعة، حيث لدى الكاثوليك من أصل بولندي (العديد منهم مرتبطون بموجات المستوطنات من سيبيريا في عام 1944) وجود على سبيل المثال في منطقة إقليم ويلينغتون. أصبح الفلبينيون عنصرًا ملحوظًا في المجتمعات الرومانية الكاثوليكية في الجزيرة الجنوبية.
توجد كبرى المجموعات الدينيَّة الثلاثة في جميع أنحاء البلد، وتُبين الخرائط أدناه توزيعها عبر المناطق الإقليمية. ولا يوجد في أي منطقة إقليمية أكثر من ثلث سكانها ينتمون إلى طائفة واحدة، مع أنّ أن بعض أجزاء الجزيرة الجنوبية السفلى تقترب إلى هذه النسبة:
- الإنجليكانية: ترتبط الكنيسة مع النيوزيلنديين من أصول إنجليزيَّة، وتنتشر في معظم أنحاء البلاد، ولكن حضورها الأقوى في كانتربري (يُذكر أن مدينة كرايستشرش قد تأسست كمستوطنة أنجليكانية) وعلى الساحل الشرقي للجزيرة الشِّمالية. وهي أكبر طائفة في معظم المناطق الريفيَّة في نيوزيلندا، والإستثناء الرئيسي لذلك هي الجزيرة الجنوبية السفلى.
  - الأقاليم التي تضم أعلى نسبة من الأنجليكان هي في إقليم جيسبورن (حيث يشكلون حوالي 27.4% من مجموع السكان)، وإيروا (27.1%)، وهورونوي (24.9%).
  - الأقاليم ذات النسبة الأقل من الأنجليكان هي في إنفركارجيل (7.7%)، ومانوكاو (8.3%)، والكلوثا (8.5%).
- الكاثوليكية: وترتبط الكنيسة في المقام الأول مع النيوزيلنديين من أصول إيرلنديَّة، وهي أكثر الطوائف المسيحيَّة الموزعة بالتساوي بالمقارنة مع الطوائف الثلاث الرئيسيَّة، على الرغم من أن معاقلها الملحوظة تتواجد في جنوب ووسط تاراناكي، وعلى الساحل الغربي، وفي كايكورا. وهي أيضًا أكبر طائفة في كل من أوكلاند وويلينغتون.
  - الأقاليم التي تضم أعلى نسبة من الكاثوليك هي في كايكورا (حيث تبلغ 18.4% من مجموع السكان)، وويستلاند (18.3%)، وغري (17.8%).
  - الأقاليم التي لديها أقل نسبة من الكاثوليك هي في تاسمان (8.1%)، وكلوثا (8.7%)، وخليج غرب بلنتي (8.7%).
- المشيخية: ويرتبط أتباع الكنيسة في الغالب بين النيوزيلنديين من أصول اسكتلنديَّة، ويعد حضور الكنيسة قوي في الجزء السفلي من الجزيرة الجنوبية، وقد تأسست مدينة دنيدن كمستوطنة مشيخية، حيث كان العديد من المستوطنين في المنطقة من المشيخيين الإسكتلنديين. وفي مناطق أخرى من البلاد، ومع ذلك، عادًة ما تفوق نسب كل من الأنجليكان والكاثوليك أتباع الكنيسة المشيخية، مما يجعل المشيخية الأكثر تركيزًا جغرافيًا من الطوائف الرئيسيَّة الثلاث.
  - الأقاليم التي تتمتع بأعلى نسبة من المشيخيين هي غور (حيث تبلغ نسبتهم 30.9% من مجموع السكان)، والكلوثا (30.7%)، وسوتلاند (29.8%).
  - الأقاليم التي لديها أقل نسبة من المشيخيين هي الشمال الأقصى (4.4%)، وكايبارا (6.2%)، وولينغتون (6.7%).

| أكبر طائفة (2013) | إنجليكانيَّة (2006) | كاثوليكيَّة (2006) | مشيخيَّة (2006) |
| ----------------- | ----------------- | ---------------- | ------------- |
|                   |                   |                  |               |

### إحصاءات الانتماء الديني
وفقا لمركز بيو من المتوقع أن تصبح نسبة المسيحيين حوالي 44.7% بحلول عام 2050، وأن تصبح الأغلبية من غير المنتمين لأي دين. وبحسب الدراسة سترتفع أعداد المسيحيين في نيوزيلندا من 2.4 مليون عام 2010 إلى 2.6 مليون عام 2050.
وبحسب مركز بيو من المتوقع أن ينخفض معدل أعمار المسيحيين في البلاد من 43 في عام 2010 إلى 42 في عام 2050، ومن المتوقع أن تنخفض الخصوبة للمرأة المسيحية في نيوزيلندا من 2.2 بين سنوات 2010 و2015 إلى 2.1 بين السنوات 2050 و2055. بين عام 2010 وعام 2015 كان معدل الخصوبة بين مسيحي البلاد حوالي 2.1 وهو أقل من معدل الخصوبة العام في البلاد البالغ 2.3، وفي عام 2010 كان معدل الأعمار بين مسيحيي البلاد حوالي 43 وهو أعلى من معدل الأعمار العام البالغ 37. وعلى الرغم من الانتماء القوي للمسيحية من قبل النيوزيلنديين عبر تاريخ البلاد، فإن التردد على الكنائس في نيوزيلندا لم يكن تاريخياً مرتفعًا مقارنة بالدول الغربية الأخرى. وتتراوح تقديرات الحضور للكنيسة اليوم بين 10% إلى 20%.
وفقا لتقرير نشر لمنظمة ويلبرفورس المسيحية في أوكلاند أجري في 2018، فإن نسبة من يعرفون أنفسهم كمسيحيين (كاثوليك أو بروتستانت) في نيوزيلندا هي 33% على عينة 1,007 شخص، وقال 5% أنهم ينتمون إلى معتقدات أخرى (معظمهم قال أنه ينتمي إلى طوائف مسيحية أخرى)، ووجدت الدراسة أن تعاليم الكنيسة حول «المثلية الجنسية» هي أكبر مانع للأشخاص الذين يتعاملون مع المسيحية، وأن الاعتداءات الجنسية كان لها تأثير سلبي أكبر على التصورات حول المسيحيين والمسيحية. وكانت أهداف التقرير هي بدء محادثة حول دور الكنيسة في المجتمع بهدف «دعوتها إلى الساحة العامة». ترى أغلبية الطوائف المسيحية أنَّ الممارسة الجنسية المثلية ممارسة غير اخلاقية وخطيئة، وبالتالي فإنّ مجتمع الميم هم أقل احتمالاً بكثير الانتماء إلى طائفة مسيحية بالمقارنة مع باقي الشرائح الاجتماعية، في عام 2004 وجد مسح أن 73% من مجتمع الميم في نيوزيلندا هم لادينيين، وحوالي 14.8% هم مسيحيون. في المقابل، بحسب تعداد عام 2001 كان حوالي 59.8% من سكان نيوزيلندا من المسيحيين.

## الطوائف المسيحية

### البروتستانتية

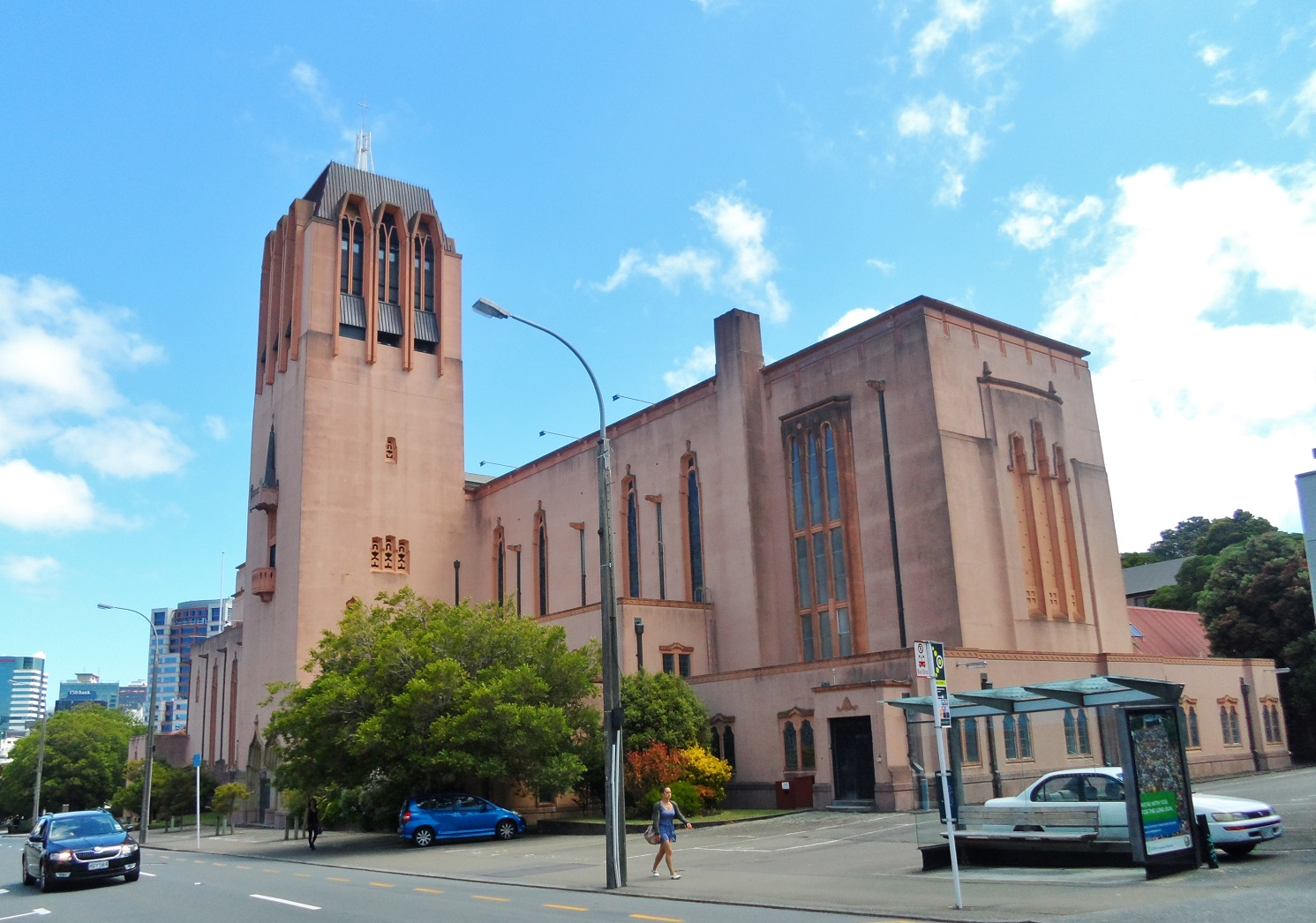
كاتدرائية القديس بولس الأنجليكانيَّة في ولينغتون.

وفقًا للتعداد السكاني لعام 2006 يُعد المذهب البروتستانتي أكبر المذاهب المسيحيَّة في نيوزيلندا مع حوالي 38.5% من السكان. وتأتي كنيسة نيوزيلندا الأنجليكانية في مقدمة كبرى المذاهب البروتستانتية وتضم حوالي 14.8% من السكان أي أكثر من نصف مليون شخص، تليها الكنائس الإصلاحية والمشيخية والتي تضم حوالي 10.7% من السكان، والكنيسة الميثودية والتي تضم حوالي 3.2% من السكان. حتى التعداد السكاني لعام 1901، كانت الكنيسة الأنجليكانية كبرى الطوائف المسيحية في نيوزيلندا. قبل الحرب العالمية الثانية، كان غالبية المهاجرين إلى نيوزيلندا من المملكة المتحدة، وجاء معظم المهاجرين الكاثوليك من أيرلندا. بعد الحرب، تنوعت الهجرة الكاثوليكية وقدمت جاليات من إيطاليا ومالطا وبلاد الشام وهولندا وألمانيا وبولندا وكرواتيا والمجر. ولعب التفسير الحرفي للتوراة عند بروتستانت نيوزيلندا دورًا هامًّا في تثبيت ختان الذكور في هذا البلد. وبالرغم من الانخفاض لبعض الطوائف البروتستانتية فإن طوائف بروتستانتيَّة أخرى في نمو مثل الإنجيلية التي ازدادت بنسبة 25.6%، والخمسينية والتي زادت بنسبة 17.8%. وفقًا لدراسة المؤمنون في المسيح من خلفية مسلمة: إحصاء عالمي وهي دراسة أجريت من قبل جامعة سانت ماري الأمريكيّة في تكساس سنة 2015 وجدت أنَّ حوالي 1,500 مُسلم في نيوزيلندا تحول إلى المسيحية على المذهب الإنجيلي.
وصل المذهب الأنجليكاني إلى أستراليا مع المستوطنين البريطانيين الأوائل منذ وصول الأسطول البريطاني الأول في عام 1788، وتربط الأنجليكانية مع النيوزيلنديين من أصول إنجليزيَّة، وهي منتشرة في معظم أنحاء البلاد، ولكن حضورها الأقوى في مقاطعة كانتربري، حيث تأسست مدينة كرايستشرش كمستوطنة الأنجليكانية، وعلى الساحل الشرقي للجزيرة الشمالية. وهي أكبر طائفة مسيحيَّة في معظم المناطق الريفية في نيوزيلندا، والإستثناء الرئيسي هو الجزيرة الجنوبية السفلى. وتربط الكنائس الإصلاحية والمشيخية في الغالب مع النيوزيلنديين من أصول اسكتلنديَّة، وحضور الكنيسة قوي في الجزء السفلي من الجزيرة الجنوبية حيث تأسست مدينة دنيدن كمستوطنة مشيخية، وكان العديد من المستوطنين في وقت مبكر في المنطقة من المشيخيين الإسكتلنديين.

### الكاثوليكية

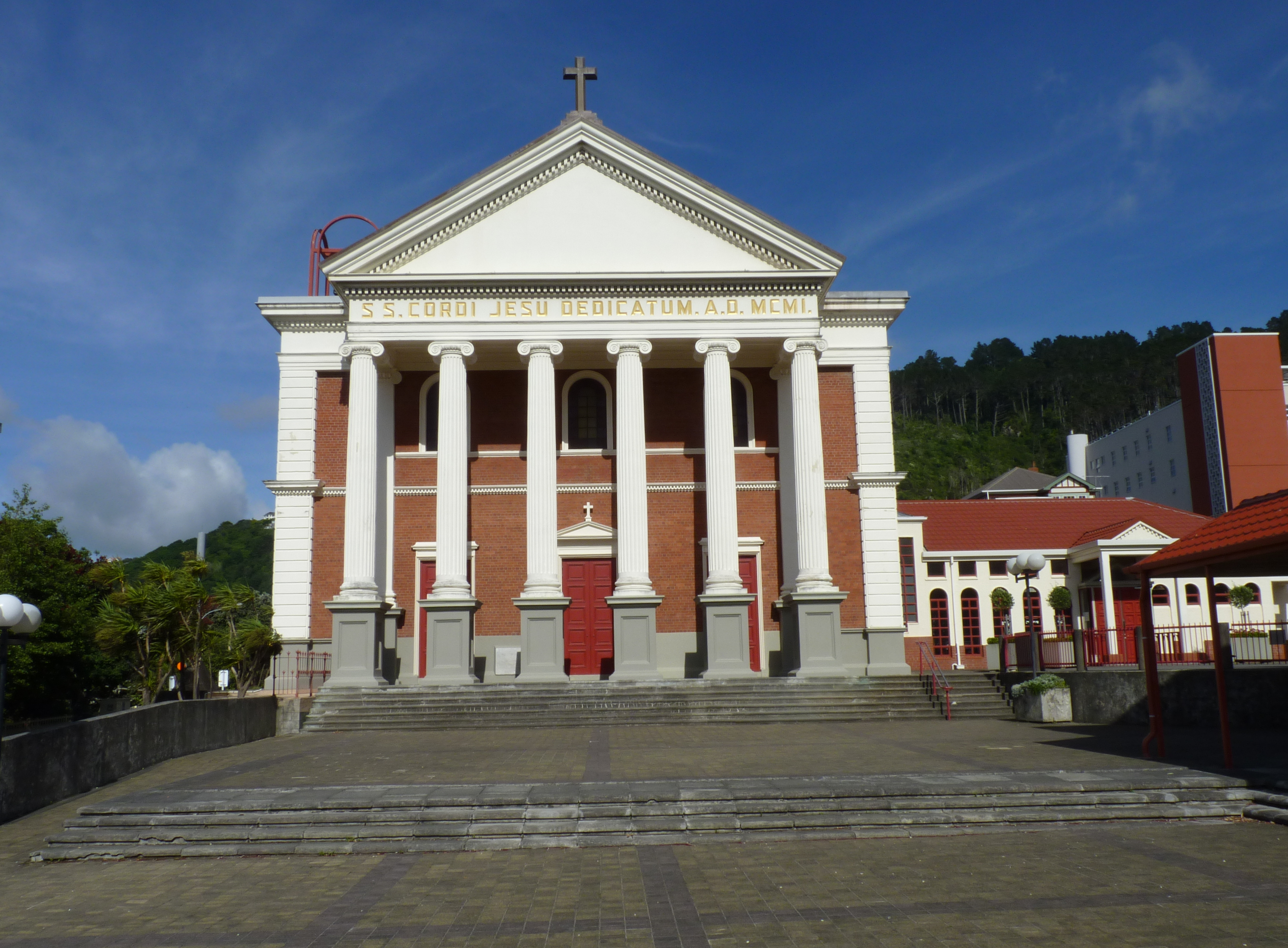
كاتدرائية القلب الأقدس الكاثوليكيَّة في ولينغتون.

الكنيسة الكاثوليكية النيوزيلنديَّة هي جزء من الكنيسة الكاثوليكية العالمية في ظل القيادة الروحية للبابا في روما ومجلس الأساقفة النيوزيلندي. وفقًا للتعداد السكاني لعام 2006 يُعد المذهب الكاثوليكي ثاني أكبر المذاهب المسيحيَّة في البلاد مع حوالي 13.5% من السكان أي أكثر من نصف مليون نسمة، يتوزعون على مطرانيّة وخمسة أبرشيات. تشارك المنظمات الكاثوليكية في نيوزيلندا في الأنشطة المجتمعية بما في ذلك التعليم والخدمات الصحيَّة والرعاية الصحية والفندقية والعدالة الاجتماعية ومناصرة حقوق الإنسان. وتشمل الجمعيات الخيرية الكاثوليكية النشطة في نيوزيلندا جمعية سانت فنسنت دي بول ومؤسسة كاريتاس الدولية. وتعد الكنيسة الرومانية الكاثوليكية أكبر مزود غير حكومي لخدمات التعليم والصحة والمجتمع والرعاية المسنين في البلاد. ويبرز حضور الكنيسة في مجال التعليم، حيث في عام 2015، ضم قطاع التعليم الكاثوليكي حوالي 86 ألف طالب، وهو ما يمثل حوالي 10% من طلاب المدارس النيوزيلنديَّة. في عام 2013 كان حوالي 25% من الكاثوليك النيوزيلنديين يترددون على الكنائس بالمقارنة مع 60% في عام 1960.
وصلت الكاثوليكية في نيوزيلندا مع إنشاء المستعمرة البريطانية وكان أوائل الكاثوليك النيوزيلنديين من أصول إيرلنديَّة. قامت السلطات البريطانية في البداية بقمع الكنيسة الكاثوليكية، ولكن سُمح للقساوسة الكاثوليك بالبقاء منذ عقد 1820، ترتبط الكنيسة في المقام الأول مع النيوزيلنديين من أصول إيرلنديَّة، وهي أكثر الطوائف المسيحيَّة الموزعة بالتساوي بالمقارنة مع الطوائف الثلاث الرئيسيَّة، على الرغم من أن معاقلها الملحوظة تتواجد في جنوب ووسط تاراناكي، وعلى الساحل الغربي، وفي كايكورا. وهي أيضًا أكبر طائفة في كل من أوكلاند وويلينغتون. أظهر الإحصاء السكاني لعام 2013 أن الكنيسة الكاثوليكية أصبحت أكبر طائفة مسيحية في نيوزيلندا، حيث اجتازت الكنيسة الأنجليكانية لأول مرة في التاريخ.

### راتانا

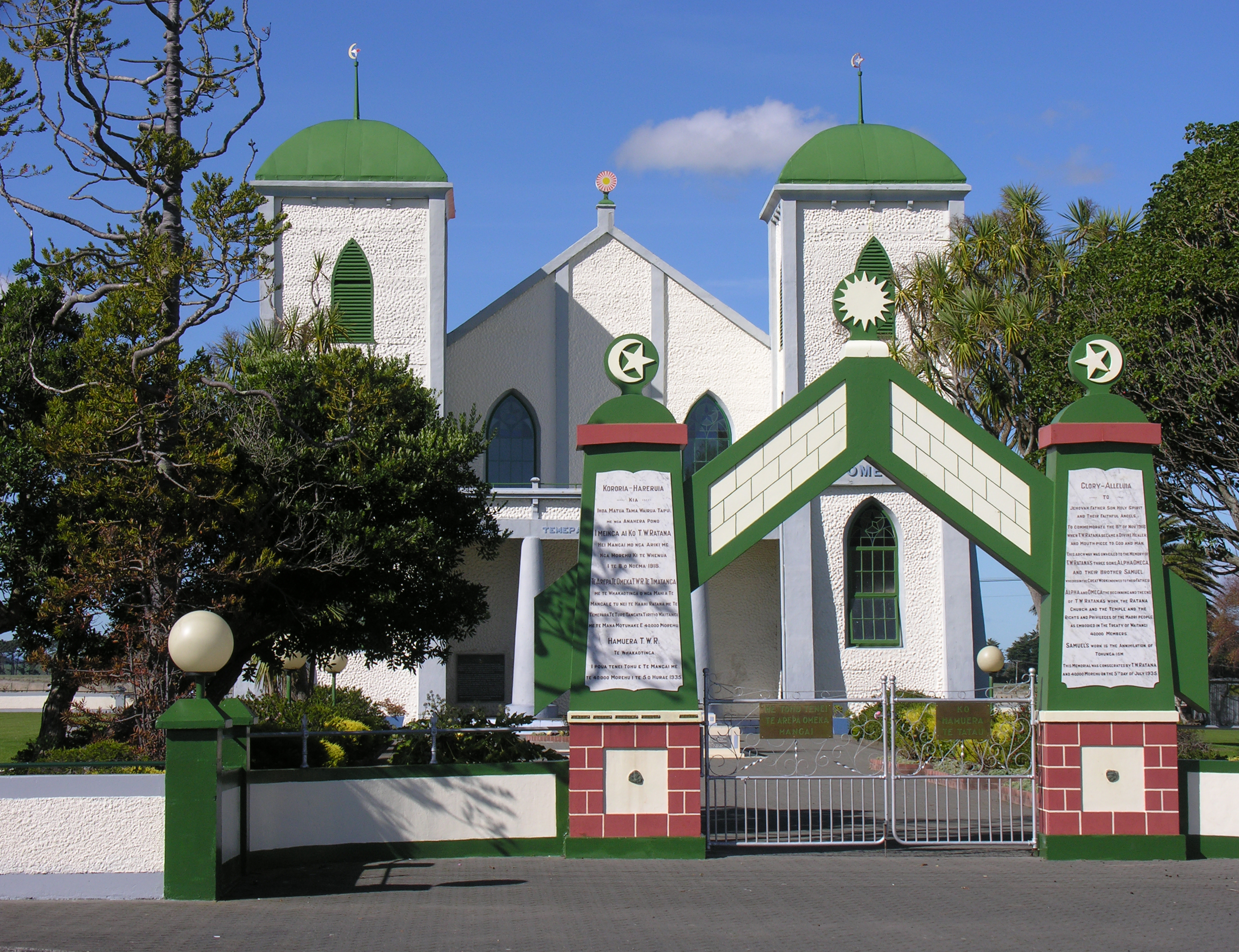
معبد راتانا في مستوطنة راتانا.

حركة راتانا (بالماوريَّة: Te Haahi Rātana) هي كنيسة مسيحية وحركة سياسية إيويَّة ماوريَّة في نيوزيلندا. أسسها تاهوبتيكي وايرمو راتانا في أوائل القرن العشرين في نيوزيلندا، ويقع مقر كنيسة راتانا في مستوطنة راتانا با بالقرب من وانجانوي. وفقاً لتعداد السكان في عام 2001، بلغ العدد الإجمالي لسكان نيوزيلندا الذين ينتمون إلى كنيسة راتانا حوالي 48,975 نسمة أي 1.4% من السكان. ووفقاً لتعداد السكان عام 2013 يتبع حوالي 8.4% من مجمل الماوريين في نيوزيلندا كنيسة راتانا.
تتكون كنيسة راتانا من التوري ويروا أي «القوانين الروحيَّة» وتور تانغاتا أي «القوانين الجسديََة»، وكتابها المركزي هو الكتاب المقدس، على الرغم من أن الكتاب الأزرق، والذي كتب باللغة الماورية يحتوي على الصلوات والأناشيد، ويُستخدم في جميع الخدمات الكنسية. في عام 1924 سافرت مجموعة من بينها راتانا إلى أوروبا لتقديم عريضة دون جدوى إلى جورج الخامس ملك المملكة المتحدة وعصبة الأمم بشأن مصادرة الأراضي ومعاهدة وايتانغي. تم القيام برحلات لاحقة إلى الولايات المتحدة وكندا. وفي كل من برلمانات عام 1946 إلى عام 1948 وبين عام 1957 إلى عام 1960، اعتمد تشكيل الحكومة العمالية على أصوات أعضاء حركة راتانا. لم يكن جميع نواب حزب العمل الماوري أعضاء في كنيسة راتانا، لكن التحالف مع كنسية راتانا سمح لحزب العمال بالتمسك بجميع الناخبين الماوريين منذ عقد 1940 حتى عام 1996.

### الأرثوذكسية
وفقًا للتعداد السكاني لعام 2006 يُشكل أتباع المذهب الأرثوذكسي الشرقي حوالي 0.3% من السكان أي أكثر 13 ألف نسمة، معظم الأرثوذكس في نيوزيلندا من ذوي الأصول اليونانية والعربية والروسية والصربية والآشوريَّة والسريانيَّة والأرمنيَّة والقبطيًّة. وقد ازدادت أعداد أتباع الكنائس المسيحية الأرثوذكسية بين عام 2001 وعام 2006 بنسبة 37.8%.

## الثقافة

### الاحتفالات

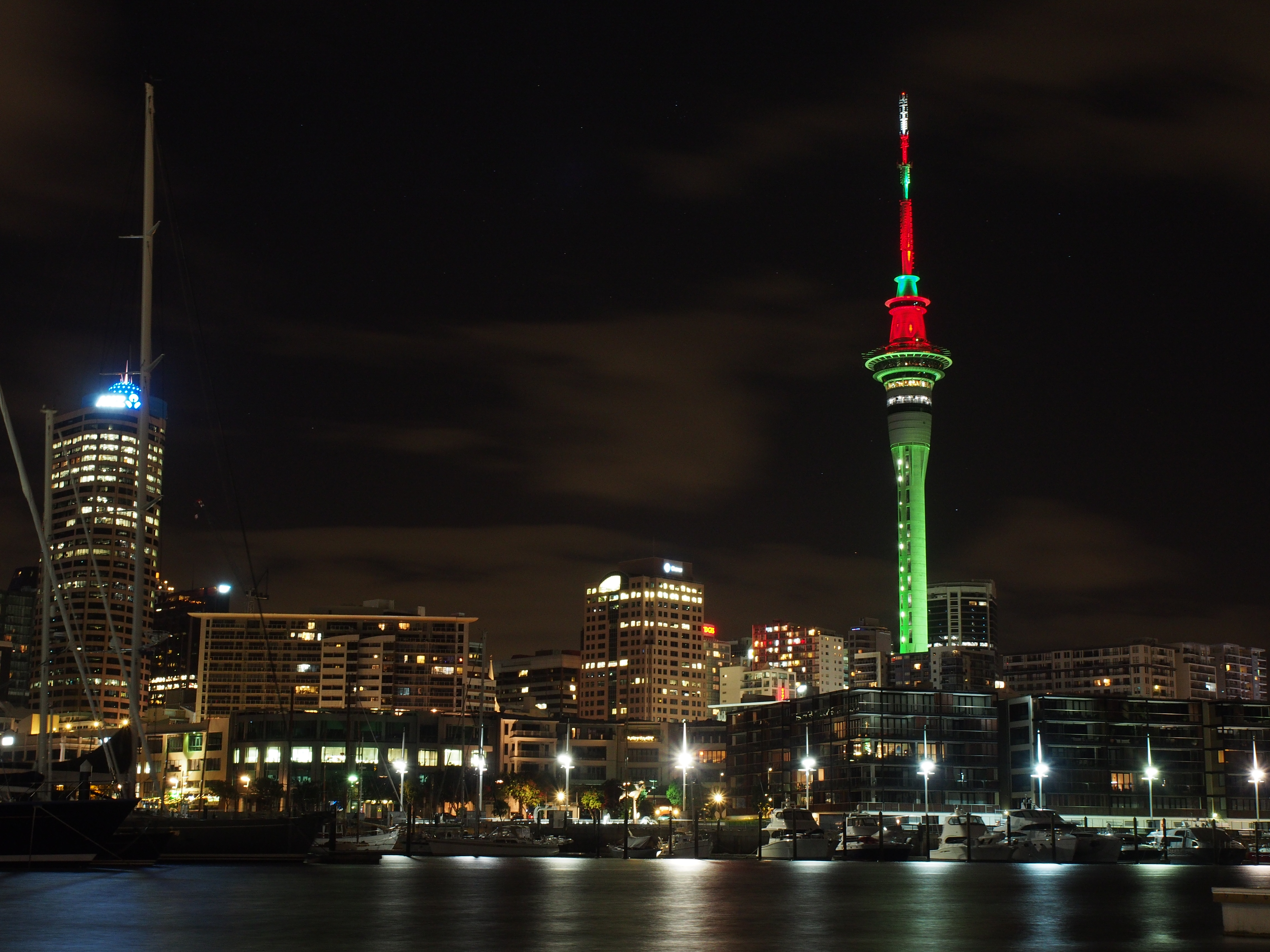
برج السماء في أوكلاند مضاء بألوان عيد الميلاد خلال شهر ديسمبر.

تعتبر المسيحية والثقافة المسيحية جزء مركزي من الثقافة النيوزيلندية، وكانت تاريخياً جزء لا يتجزأ من الحياة الثقافية والسياسية النيوزيلندية والحياة اليومية. تعد الأعياد المسيحية الرئيسيَّة مثل عيد الميلاد وعيد القيامة عطل رسميَّة في نيوزيلندا. يعد يوم عيد الميلاد في 25 ديسمبر من المناسبات الصيفية في البلاد، وذلك بسبب وقوع الدولة في نصف الكرة الجنوبي وبالتالي فإن تقاليد العيد ترتبط في الخروج للبحر والهواء الطلق والشواء. ومع ذلك، استمرت تقاليد نصف الكرة الشمالي المختلفة في نيوزيلندا بما في ذلك تقاليد عشاء عيد الميلاد وشجرة عيد الميلاد التقليدية التي تعتمد متروسدرس باسق. تتشابه تقاليد عيد الميلاد في نيوزيلندا مع تلك الموجودة في أستراليا من حيث أنها تدمج مزيجًا من التقاليد البريطانية وأمريكا الشمالية، مثل رموز عيد الميلاد التي تتميز برموز الشتاء. ومع ذلك، فإن توقيت عيد الميلاد الذي يحدث خلال موسم الصيف في نصف الأرض الجنوبي قد أدى إلى تطور بعض التقاليد المحلية نتيجة للطقس الأكثر دفئًا. تشمل أطباق عيد الميلاد النيوزيلندية الفواكة والخضروات الصيفية، وبافلوفا والميرانغ. تتجمع العائلات تقليديًا لتناول غداء يوم عيد الميلاد. وتشمل الأطعمة التقليدية لحم البقر المشوي والديك الرومي ولحم الضأن والسلطات والخضروات المشوية.
مع حلول عيد الميلاد في موسم الصيف، لا تعد مشاهدة التلفزيون جزءًا قويًا من تقاليد عيد الميلاد في نيوزيلندا، على عكس المملكة المتحدة، حيث يُعد أحد أهم الأيام بالنسبة لتصنيفات التلفزيون. لا يتم أخذ تقييمات التليفزيون في نيوزيلندا خلال فصل الصيف وتمتلئ الجداول الزمنية في الغالب بتكرار البرامج القديمة أو البرامج التي تم إلغاؤها سابقًا. تحتوي بعض البرامج المنتجة محليًا على عرض خاص بعيد الميلاد، على الرغم من أنه غالبًا ما يتم عرضه في أوائل ديسمبر وليس في يوم عيد الميلاد نفسه. تعيد العديد من المحطات التلفزيونية عرض أفلام ذات طابع عيد الميلاد في الأسابيع التي تسبق عيد الميلاد وتشمله، مثل فيلم معجزة في شارع 34 والقطار القطبي السريع وغرينش وإصدارات أفلام مختلفة من من رواية ترنيمة الميلاد. لا يُسمح بالإعلان على التلفزيون أو الراديو النيوزيلندي في يوم عيد الميلاد، وهي قاعدة تنطبق أيضًا على الجمعة العظيمة وأحد عيد القيامة (اعتبارًا من عام 2014).

### الموسيقى

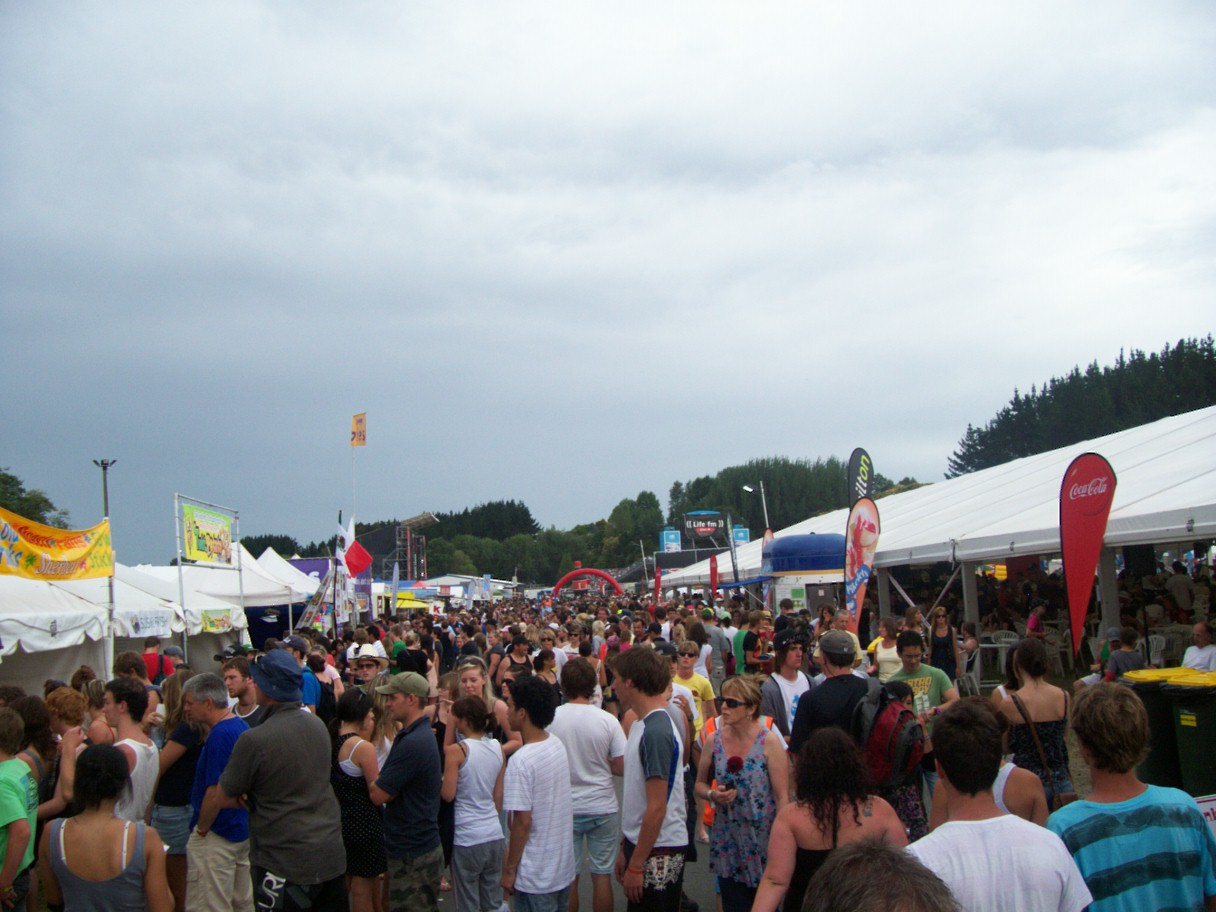
حشود خلال مهرجان المظلة للموسيقى المسيحيَّة.

جلب المهاجرون البريطانيون والإيرلنديون جوانب ثقافتهم الخاصة إلى نيوزيلندا وأثروا أيضًا في ثقافة الماوري ولا سيما مع دخول المسيحية؛ وقد تم مزج التقاليد الكورالية المسيحية والماورية في نيوزيلندا لإنتاج مساهمة متميزة في الموسيقى المسيحية، بما في ذلك التراتيل الشعبية واكاريا ماي وتاما نغاكاو ماري، وتستضيف نيوزيلندا أكبر مهرجان للموسيقى المسيحية في نصف الكرة الجنوبي وخارج الولايات المتحدة مهرجان المظلة للموسيقى. ويعد المهرجان أيضًا واحدة من أكبر المهرجانات الموسيقية في نصف الأرض الجنوبي بشكل عام ويستمر لمدة أربعة إلى خمسة أيام. يجتذب مهرجان المظلة للموسيقى حوالي 25,000 شخص كل عام. وصل أكبر عدد من الحشود في عام 2007، بحضور 27,813 شخصًا.

### العمارة
تأثر المشهد المعماري في نيوزيلندا بالمسيحيَّة، حيث تشهد أهمية الكنائس في المدن والبلدات والريف على أهميتها التاريخيَّة في نيوزيلندا. ومن بين الكاتدرائيات البارزة كاتدرائية الثالوث الأنجليكانية في مدينة أوكلاند، وكاتدرائية كرايستشرش، وكاتدرائية القديس بولس في ولينغتون، وكاتدرائية القديس باتريك الكاثوليكية في أوكلاند، وكاتدرائية القلب المقدس في ولينغتون، وكاتدرائية القديس يوسف في ودنيدن. وبني مصلى فوتونا ديني للماوريين الكاثوليك في عام 1961. وتم تصميم المصلى من قبل المهندس المعماري الماوري جون سكوت، حيث اعتمد على مبادئ التصميم الحداثي وعمارة السكان الأصليين. كما أن كنائس راتانا مبنية على الطراز المعماري الماوري.

## الحضور في المجتمع

### السياسية

تمثيل رسومي للتغييرات في الأحزاب السياسية المسيحية في نيوزيلندا؛ يستعرض الائتلافات والاندماجات والانقسامات وإعادة تسمية.

لعب الدين ولا يزال يلعب «دوراً مهماً ومثيراً للجدل أحياناً» في السياسة في نيوزيلندا. على الرغم من أن معظم النيوزيلنديين يعتبرون اليوم المعتقدات الدينية للسياسيين مسألة خاصة، كان عدد كبير من رؤساء وزراء نيوزيلندا من معتنقي الديانة المسيحية، بما في ذلك جيني شيبلي وجيم بولغر وجيفري بالمر وديفيد لانج وروبرت مولدون ووالتر ناش وكيث هوليك وميخائيل جوزيف سافاج. رئيس الوزراء الأسبق بيل إنجليش هو كاثوليكي وقد أقر بأنه ينبغي على الجماعات الدينية المساهمة في الخطاب السياسي. وتم تعيين السير بول ريفز، رئيس أساقفة الكنيسة الأنجليكانية في ولاية نيوزيلندا من عام 1980 إلى عام 1985، وحاكماً عاماً من عام 1985 إلى عام 1990.
لم يكن للمسيحية مطلقًا صفة رسمية كدين الدولة في نيوزيلندا، وأظهر استطلاع في عام 2007 شمل 501 مستطلع، أن 58 بالمائة من الناس يعارضون منح وضع رسمي للدين المسيحي. مع أنّه يُبدأ كل يوم من أيام انعقاد البرلمان النيوزيلندي بصلاة مسيحية. على عكس إنجلترا، حيث كنيسة إنجلترا الأنجليكانية هي الكنيسة الوطنية والرسمية، في نيوزيلندا ليس للكنيسة الأنجليكانية وضع خاص، مع أنّ أنها غالبًا ما تدير المناسبات المدنية مثل يوم أنزاك. وتحمل ملكة نيوزيلندا إليزابيث الثانية لقب «المدافعة عن الإيمان» و«الحاكم الأعلى لكنيسة إنجلترا».
يعتبر معظم النيوزيلنديين المعتقدات الدينية للسياسيين أمرًا خاصًا، وعلى الرغم من اعتبار أغلبية رؤساء وزراء نيوزيلندا أنفسهم مسيحيين. لم تكتسب الأحزاب السياسية المسيحية دعمًا كبيرًا، وغالبًا ما اتسمت بالجدل.
الحزبان السياسيان الرئيسان، حزب العمال النيوزيلندي والحزب الوطني في نيوزيلندا، ليست أحزاب دينية، مع أنّ بعض الجماعات الدينية لعبت في بعض الأحيان دورًا مهمًا فيها (مثل حركة راتانا). غالبًا ما يشارك السياسيون في الحوار العام مع الجماعات الدينية. لأن نيوزيلندا الآن مجتمع علماني في الغالب، لم يتمكن المسيحيون المحافظون من فرض الهيمنة المسيحية على الأخلاق والسلوك الأخلاقي. تم إلغاء تجريم الإجهاض في نيوزيلندا بموجب قانون تشريع الإجهاض لعام 2019، وقد تم الاعتراف بزواج المثليين في نيوزيلندا منذ عام 2013، وتم إلغاء تجريم القتل الرحيم الطوعي في نيوزيلندا مؤخرًا وكذلك بموجب شروط استفتاء ملزم دعم مرور النهاية قانون اختيار الحياة لعام 2020. ومع ذلك، فقد كان للمؤسسة المسيحية «الأسرة أولاً» الفضل في هزيمة الجهود المبذولة لإلغاء تجريم الحشيش خلال استفتاء القنب النيوزيلندي لعام 2020.
خلال القرن التاسع عشر، قامت العديد من الهيئات الموجهة من قبل الكنيسة برعاية وتعزيز العديد من مشاريع الاستيطان الأوروبية الأصلية في الحِقْبَة بين عام 1840 وعام 1850، ولا سيما مستوطنات أوتاغو (عام 1848 من قبل الكنيسة الاسكتلندية الحرة) وكانتربري (عام 1850 من قبل كنيسة إنجلترا)، ويرى العديد من الإنجيليين والأصوليين والكاثوليك المحافظين أن المسيحية هي أساس النظام السياسي لنيوزيلندا بأكمله.
من ناحية أخرى، كان أحد السياسيين البارزين في أواخر القرن التاسع عشر، روبرت ستاوت، يتمتع بسمعة كبيرة باعتباره مفكرًا حرًا ورافض للإرث المسيحي في المجتمع، قائلاً إن المجتمع النيوزيلندي كان دائمًا يتمتع بشخصية علمانية إلى حد كبير.
لم يكن للمسيحية أبدًا دور واضح في الأحزاب السياسية المعاصرة الرئيسية، واتخذت العناصر الدينية في هذه الأحزاب أشكالًا مختلفة، ولا يمكن تصنيفها بسهولة كحركة واحدة. غالبًا ما كانت المسيحية الماورية، ولا سيما حركة راتانا، ذات أهمية، حيث تم توقيع تحالف تاريخي بينها وبين حزب العمال النيوزيلندي في عام 1936، والعديد من الأحزاب الأخرى تتنافس الآن للحصول على دعمهم، ولكن هذا يُنظر إلى ذلك عمومًا على أنه تحالف سياسي وليس مسألة دينية.

### فصل الكنيسة عن الدولة
نيوزيلندا ليس لديها دين دولة أو كنيسة الدولة. ومع ذلك، توجد الحالات الشاذة التالية:
- يجب أن يصرح رئيس الدولة أو العاهل النيوزيلندي بأنه مسيحي بروتستانتي وسوف يدعم الخلافة البروتستانتية وفقًا للإعلان المطلوب بموجب قانون إعلان الانضمام لعام 1910.[96]
- تتطلب المادة 3 من قانون التسوية 1700 أن يكون ملك أو ملكة نيوزيلندا بروتستانتيًا.[97]
- يتضمن لقب ملكية نيوزيلندا عبارة «بحمد الله» ولقب «مدافع عن الإيمان».[98]

في المناقشات التي أدت إلى معاهدة وايتانغي، أدلى الحاكم هوبسون ببيان (وإن لم يكن له أهمية قانونية أو دستورية معينة) دفاعًا عن حرية الدين - يُطلق عليه أحيانًا المادة «الرابعة». في عام 2007 أصدرت الحكومة بيانًا وطنيًا حول التنوع الديني يتضمن في فقرته الأولى «ليس لنيوزيلندا ديانة رسمية أو وطنية». وأثار البيان جدلاً في بعض الأوساط، حيث ذكر المعارضون أن رئيس دولة نيوزيلندا، الملكة حاليًا إليزابيث الثانية، مطلوب منها أن تكون الحاكم الأعلى لكنيسة إنجلترا. ومع ذلك، لا تعمل إليزابيث الثانية بصفتها ملكة نيوزيلندا.
قبل مارس عام 2019، كان السب وازدراء الأديان جريمة في نيوزيلندا، ويبدأ البرلمان النيوزيلندي إجراءاته بالصلاة. في نوفمبر عام 2017، تم حذف اللغة المسيحية، بما في ذلك الإشارة إلى «المسيح»، من الصلاة.

### قضايا جدلية
في عام 1967، تعرض الكاهن المشيخي واللاهوتي لويد جيرينغ لإحدى محاكمات الهرطقة القليلة في القرن العشرين، وتم الحكم بأنه لم يتم إثبات أي خطأ عقائدي. كان للكنيسة الكاثوليكية في نيوزيلندا عدد من الكهنة المدانين بالاعتداء الجنسي على الأطفال، لا سيما في مدرسة ماريلاندز. ذكرت الصحف أيضا حالات الاعتداء الجنسي على الأطفال داخل طائفة «الإخوة المنغلقين». وفقًا لمسح بياني جرى في عام 2019، فإن 4 من كل 10 نيوزيلنديين لا يثقون بالمسيحيين الإنجيليين.